# USS Grayback (SSG-574)
USS Grayback (SSG-574) – amerykański okręt podwodny, jednostka wiodąca typu Grayback. Zwodowana 2 lipca 1957 roku jednostka, była wczesnej generacji okrętem podwodnym wyposażonym w pociski manewrujące. „Grayback” wszedł do służby strategicznej w marynarce amerykańskiej 7 marca 1958 roku, którą pełnił do 25 maja 1964, kiedy został po raz pierwszy wycofany ze służby. 9 maja 1969 roku został ponownie wprowadzony do służby jako okręt transportowy. Ostatecznie służbę zakończył 15 stycznia 1984 roku, a 13 kwietnia 1986 roku został zatopiony w Subic Bay niedaleko Filipin jako okręt-cel.